# إل. تايلور هانسن
إل. (لوسيل) تايلور هانسن (بالإنجليزية: L. Taylor Hansen)‏ (30 نوفمبر 1897 – مايو 1976) كانت كاتبة كتب ومقالات علوم شعبية وخيال علمي، وكانت تستعمل شخصية كتابية ذَكَرية في بداية مسيرتها المهنية. ألفت ثماني قصص قصيرة، ونحو ستين مقالة غير خيالية تبسِّط الأنثروبولوجيا والجيولوجيا، وثلاثة كتب غير خيالية.

## حداثتها
بدأت لوسيل سيرتها الذاتية بأن رسمت لنا صورة لذكرى بقائها مع والديها في حصن مهجور بعد «الحروب الهندية». كتبت أنها في 1919 أُلحقت بقبيلة أجيبوي بعدما اقترحت على القبيلة ألا تقتل طبيب الوكالة، وإنما أن ترفع احتجاجها على تعيينه إلى مسؤولي واشنطن. ثم بدأت مشوارًا طويلًا لدراسة أساطير الأمريكيين الأصليين.
حضرت دروسًا في جامعة كاليفورنيا بلوس أنجلوس في عشرينيات القرن التاسع عشر، لكن لم تنل شهادة.

## العلوم
بدءًا من عدد سبتمبر 1941 من مجلة أميزنغ أخذت لوسيل تكتب عمود «ألغاز علمية»، وهو عمود مقالات دورية غير خيالية، استمر حتى 1948. إلى جانب مقالاتها غير الخيالية، كتبت حينئذ نحو ستين مقالة، كان يُنشر منها سنويًّا 5–12 مقالة. تناولت مقالتها الأولى عمل أبيها المتعلق بالانجراف القاري، فاستعرضت انتقادات النظرية، وقدمت أدلة تدعمها، كالامتدادات الجيولوية والأنواع المتجانسة التي تظهر في مختلف القارات. قدمت مجموعة باحثين يتعاونون لـ«إزاحة أستار الغموض عن مكتبة الماضي». أرجعت إلى هذه السلسلة فضل نظرها في إمكانية أن يكون لقصص مختلفة عن الأمريكتين أصول مشتركة.
لم تتحاش القضايا المثيرة للجدل المحيطة بالأنثروبولوجيا إذ اضمحلّت العنصرية العلمية في الأعوام التي سبقت الحرب العالمية الثانية. ففي مقالة نشرتها في يوليو 1942 مثلًا أكدت أن «المعايير اللونية المعاصرة سطحية جدًّا». أشارت إلى أن شكل جماجم الماياويِّين –الذي كان لِيَدعم الفرضية المبنية على قياس القحف، الذاهبة إلى أن الأعراق مختلفة ثقافيًّا لاختلاف الشكل الجمجمي– لا «يؤثر في ذكائهم». صحيح أنها قدمت تقارير اكتشافات غير موثوق بها الآن –كفكرة أن الأفارقة نوع تطور حديثًا–، لكن استُحسن لها اقتراحها أن الأفارقة غير بدائيين، وإنما أكثر تطورًا من بقية أنواع البشر.

## الخيال العلمي
مسيرتها في مجال الخيال العلمي وجيزة، لكنها امتازت بكونها من أُولَيات النساء اللائي انخرطن فيه مع إخفاء جنسهنّ.